# Big Mama Thornton
Willie Mae „Big Mama” Thornton (Montgomery, Alabama, 1926. december 11. – Los Angeles, 1984. július 25.); amerikai rhythm and blues énekesnő, szájharmonikás, dalszerző.
Pályafutása Houstonból indult el, ahol Johnny Otis zongorakíséretével megjelent a Hound Dog  című, azóta örökzölddé vált dala. (Jerry Leiber és Mike Stoller szerzeménye). A dal 1953-ban hét hétig vezette a Billboard listáját, a lemezből kétmilliót adtak el, de amikor két év múlva Elvis Presley elénekelte, az eredeti felvételt elfeledték.
Big Mama Thornton egész életében az alkohollal és a testsúlyával küzdött.
Az énekelés  mellett kiválóan játszott szájharmonikán is. Népszerű sztárja volt jelentős blues- és jazzfesztiváloknak.

## Albumok
- 1965: Big Mama Thornton in Europe (Arhoolie)
- 1967: Big Mama the Queen at Monterey (MCA Records)
- 1968: She’s Back
- 1969: Stronger Than Dirt
- 1970: Maybe (Roulette Records)
- 1970: The Way It Is [live] (Mercury Records)
- 1973: Saved (Pentagram Records)
- 1975: Jail [live] (Vanguard Records)
- 1975: Sassy Mama! [live] Vanguard
- 1978: Mama’s Pride (Vanguard)
- 1994: The Rising Sun Collection [live] (Just A Memory Records)
- 2004: With the Muddy Waters Blues Band 1966 [live] (Arhoolie)
- 2005: Sassy Mama [Justin-Time] [live] (Just A Memory Records)

### Posztumusz
- 1986: Quit Snoopin' Round My Door (Ace)
- 1990: The Original Hound Dog (Ace)
- 1992: Hound Dog: The Peacock Recordings (MCA)
- 1995: The Rising Sun Collection [live] (Just A Memory Records)
- 1996: They call me Big Mama (MCA Special Markets)
- 1998: The Way It Is (Mercury)
- 2000: Complete Vanguard Recordings (Vanguard 1975), Sassy Mama (1975) and Big Mama Swings
- 2004: Hound Dog: Essential Collection (Spectrum Music)
- 2004: With the Muddy Waters Blues Band 1966 [live] (Arhoolie)
- 2004: Classics 1950-1953 (B&R Classics)
- 2005: Sassy Mama [Justin-Time] [live] (Just A Memory Records)
- 2006: Blues (Disky)
- 2007: Big Mama Thornton Vanguard Visionaries (Vanguard)
- 2008: Mighty Crazy mit Lightnin’ Hopkins (Snapper)